# Cisticola rufus
Fuinha-ruiva (Cisticola rufus) é uma espécie de ave da família Cisticolidae.
Pode ser encontrada nos seguintes países: Burkina Faso, Camarões, República Centro-Africana, Chade, Gâmbia, Gana, Guiné, Mali, Nigéria, Senegal, Serra Leoa e Togo.
Os seus habitats naturais são: matagal árido tropical ou subtropical e campos de gramíneas subtropicais ou tropicais secos de baixa altitude.